# اسکات لیپسکی
 اسکات لیپسکی (انگلیسی: Scott Lipsky؛ زادهٔ ۱۴ اوت ۱۹۸۱) یک تنیس‌باز اهل ایالات متحده آمریکا است.